# Adelobotrys linearifolia
Adelobotrys linearifolia là một loài thực vật có hoa trong họ Mua. Loài này được Uribe mô tả khoa học đầu tiên năm 1966.